# Abbotts rupsvogel
Abbotts rupsvogel (Celebesica abbotti synoniem:Coracina abbotti) is een vogel uit de familie van de rupsvogels. De soort is vernoemd naar de Amerikaanse ornitholoog William Louis Abbott.

## Verspreiding en leefgebied
Het is een endemische vogel op Sulawesi (oude naam is Celebes).

## Status
Abbotts rupsvogel heeft een groot verspreidingsgebied en daardoor is de kans op uitsterven gering. De grootte van de populatie is niet gekwantificeerd, maar gaat plaatselijk achteruit. Echter het tempo van achteruitgang ligt onder de 30% in tien jaar (minder dan 3,5% per jaar). Om deze redenen staat deze rupsvogel als niet bedreigd op de Rode Lijst van de IUCN.